# Superman : Kryptonite
Superman : Kryptonite (Superman Confidential: Kryptonite) est un comics américain de Superman réalisé par Darwyn Cooke et Tim Sale.

## Synopsis
Lorsque la planète Krypton explose, une créature est enfermée dans un éclat de kryptonite et projeté sur la Terre en même temps que Kal-El. Entièrement dépendant des humains pour se déplacer, cet être espère retrouver son compagnon de voyage depuis plus de 20 ans.
De son côté, Superman lutte contre le Gang du Flush Royal et Lex Luthor, confronté à sa peur extrême de découvrir une faille dans son invulnérabilité. Il doit également assurer sa relation avec Lois Lane, sa vie civile en tant que Clark Kent et l'enquête qu'il mène pour le Daily Planet au sujet d'un nouvel arrivant à Metropolis : Anthony Gallo. Ce dernier s'avère particulièrement lié à la créature prisonnière de la Kryptonite, et ainsi aux origines inconnues de Kal-El…

## Commentaires
- Le recueil se clôt sur les couvertures originales de l'histoire.

## Publication
- 2007-2008 : Superman Confidential: Kryptonite (#1-6, DC Comics)
- 2008 : Superman : Kryptonite (Panini)